# Kleinohr-Bilch
Der Kleinohr-Bilch (Graphiurus microtis) ist ein Nagetier in der Gattung der Afrikanischen Bilche.

## Merkmale
Die Art erreicht eine Kopf-Rumpf-Länge von 75 bis 115 mm, eine Schwanzlänge von 62 bis 86 mm und ein Gewicht von 17,6 bis 42,5 g. Die Hinterfüße sind 14 bis 20 mm lang und die Länge der Ohren beträgt 13 bis 21 mm. Auf der Oberseite hat das Fell eine braune, graue oder beige Grundfarbe mit variierenden Schattierungen, die gelegentlich rötlich oder goldfarben sein können. Bei einigen Exemplaren ist der Rücken oder die Kopfoberseite am dunkelsten. Es kommt eine deutliche Grenze zur weißen bis cremefarbenen Unterseite vor, die leichte Grautöne aufweisen kann. Wie bei vielen anderen Bilchen ist die Region um die großen Augen als dunkle Maske ausgeprägt. Die abgerundeten Ohren sind braun gefärbt. Im Gegensatz zum deutschen Trivialnamen der Art sind diese nicht kleiner im Vergleich zu Ohren anderer Vertreter der Afrikanischen Bilche. Von den weißen bis cremefarbenen Wangen reicht ein heller Streifen zu den Schultern. Viele Exemplare besitzen zusätzlich einen hellen Fleck hinter den Ohren.
Auf den weißen Hinterfüßen kann ein dunkler Querstrich über die Mittelfußknochen vorkommen. An der Schwanzspitze sind die Haare mit etwa 26 mm länger als an der Schwanzbasis (5 bis 8 mm). Diese Haare sind allgemein wie die Rumpfoberseite gefärbt. Zusätzlich sind mehrere weiße Haare eingestreut und die Schwanzspitze ist reinweiß. Weibchen besitzen ein Paar Zitzen auf der Brust, ein Paar an der Bauchmitte und zwei Paar im Leistenbereich.

## Verbreitung
Das Verbreitungsgebiet der größten zusammenhängenden Population reicht von Südsudan über Uganda, Ruanda, Burundi, West-Tansania, Sambia, Malawi, Simbabwe, West-Mosambik, Botswana und das östliche Namibia bis in den Norden Südafrikas. Kleinere disjunkte Populationen kommen im Nordosten Tansanias sowie bis nach Äthiopien vor. Der Kleinohr-Bilch lebt im Flachland und in Gebirgen bis 2600 Höhe.
Die Art kann sich an verschiedene Habitate anpassen. Sie kann beispielsweise in Savannen, Wäldern, Galeriewäldern, felsigen Gebieten und in Kulturlandschaften angetroffen werden. Zu den typischen Pflanzen, die der Kleinohr-Bilch besucht zählen Aloen, Weiden, Vertreter der Gattung Acacia, Arten der Gattung Baikiaea, der Baum Mopane, der Ahnenbaum (Combretum imberbe), die Art Burkea africana, Doumpalmen und Ziziphus mucronata. Exemplare wurden im hohen Gras in der Nähe von Büschen oder Bäumen sowie in von Flüssen angeschwemmten Material gesichtet.

## Lebensweise
Der Kleinohr-Bilch klettert vorwiegend auf Bäumen oder auf anderen Pflanzen. Er ist nachtaktiv und ruht am Tage in einem Nest in Baumlöchern oder in einem Hohlraum hinter der Rinde. Dieses Versteck liegt meist 1 bis 3 Meter oder gelegentlich bis zu 6 Meter über dem Grund. Zur Polsterung werden weiche Pflanzenteile oder wenn vorhanden Federn verwendet. Einige Individuen wurden im Umfeld von Felsspalten und Felshöhlen gesichtet, die vermutlich als Nistplatz dienten. Manche Exemplare nutzen verlassene Vogelnester, zum Beispiel von Webervögeln oder von Vertretern der Schwalbengattung Hirundo. Im Umfeld menschlicher Siedlungen kann sich der Bau in Gebäudedächern, in Vorratskammern oder im Gehäuse elektrischer Anlagen befinden. Der Kleinohr-Bilch hat so schon öfter Kurzschlüsse verursacht.
Zum sozialen Verhalten der Art ist wenig bekannt. Männchen scheinen vorwiegend Einzelgänger zu sein. Ein Wurf besteht meist aus 3 bis 4 Nachkommen und gelegentlich aus bis zu 7 Jungtieren. Der Kleinohr-Bilch ist vermutlich ein Allesfresser. Im Magen wurden Reste von Früchten, Samen, Nüssen, Insekten und von einem kleinen Vogel registriert. Zum Beispiel konnten Früchte von Ziziphus mucronata sowie Samen von Vertretern der Gattung Acacia identifiziert werden. Dieser Bilch wird von Mambas und von Eulen gejagt.

## Bedrohung
Für den Bestand sind keine Bedrohungen bekannt. Die Art wird von der IUCN als nicht gefährdet (Least Concern) gelistet.